# Penicillium zonatum
Penicillium zonatum är en svampart som beskrevs av Hodges & T.J. Perry 1973. Penicillium zonatum ingår i släktet Penicillium och familjen Trichocomaceae.   Inga underarter finns listade i Catalogue of Life.